# Bab Berred
Bab Berred (en àrab باب برد, Bāb Barrad; en amazic ⴱⴰⴱ ⴱⵔⵔⴷ) és una comuna rural de la província de Xauen, a la regió de Tànger-Tetuan-Al Hoceima, al Marroc. Segons el cens de 2014 tenia una població total de 25.872 persones.